# Flamingo Las Vegas
Il Flamingo Las Vegas è un hotel e casinò situato nella Strip di Las Vegas, di proprietà della Caesars Entertainment Corporation.
L'intero complesso dispone di un casinò di 7200 metri quadrati di un albergo di 3626 stanze.
Lo stile architettonico si basa su reminiscenze dell'Art déco di Miami e di South Beach.
Costruito per volere del gangster Bugsy Siegel e finanziato con il denaro delle Famiglie mafiose della East Coast, il Flamingo venne inaugurato il 26 dicembre 1946 ed è stato il terzo resort ad aprire sulla Strip e il più vecchio tra quelli ancora esistenti.
Il Flamingo ha una stazione della monorotaia sul retro della proprietà.